# Agonandra fluminensis
Agonandra fluminensis là một loài thực vật có hoa trong họ Opiliaceae. Loài này được Rizzini & Occhioni mô tả khoa học đầu tiên năm 1975.